# Swindon
|  | Aquest article tracta sobre la ciutat anglesa. Vegeu-ne altres significats a «Swindon (desambiguació)». |

Swindon és un poble del districte de Swindon, Wiltshire, Anglaterra. Té una població de 189.553 habitants i districte de 217.905. Al Domesday Book (1086) està escrit amb la forma Suindone/Suindune.